# Giandomenico Romano
Giandomenico Romano (Castelnuovo della Daunia, 21 aprile 1828 – Napoli, 28 dicembre 1888) è stato un patriota e politico italiano.

## Biografia
Nato a Castelnuovo della Daunia, fu l'ultimo di otto fratelli, figlio di Maria Giuseppa De Marco e da Filippo Romano, esponente della borghesia terriera.
Si laureò presso l'Università di Giurisprudenza di Napoli. Il periodo universitario fu foriero di ideali liberali ed unitari che caratterizzarono il Risorgimento italiano.
Cospiratore contro i Borboni, nel 1848 si arruolò volontario al fronte lombardo-veneto.
Ferito a Curtatone fu fatto prigioniero presso la fortezza di Theresienstadt in Austria, dalla quale fuggì.
Partecipò alla difesa della Repubblica romana al fianco del generale Giuseppe Avezzana, il quale lo scelse come suo aiutante di campo.
Nel 1860 divenne un garibaldino. Distintosi all'epoca dei Mille, per l'ardore ed il coraggio, Giuseppe Garibaldi lo nominò Ministro di Grazia e Giustizia e per gli Affari Ecclesiastici. Il 4 settembre 1862 sposò Pierina, figlia del Generale Avezzana. Ebbe quattro figli, tra questi da ricordare sono Furio Camillo, Ministro d'Italia ad Atene, Ambasciatore a Washington ed a Parigi e senatore del Regno e Clelia, apprezzata narratrice e antesignana italiana del movimento femminile per il voto alle donne.
Nel 1870 entrò a far parte del giovane Parlamento Italiano in Roma e fu deputato per molte legislature.
Nella Magistratura fu Presidente di Sezione della Corte di Appello di Napoli.
La sua convinzione era che l'unità d'Italia non dovesse significare l'annessione al Piemonte degli Stati che unirono le loro sorti alla Monarchia Sabauda ma come la fusione di tutti gli italiani intorno al comune retaggio di civiltà, alla comune storia e cultura.